# George Peabody Gooch
George Peabody Gooch, född den 21 oktober 1873 i London, död där den 31 augusti 1968, var en engelsk historiker.

## Biografi
Gooch studerade i Cambridge, Berlin och Paris, utövade lärarverksamhet bland annat vid Toynbee Hall och i London School of Economics samt var 1906–1910 liberal underhusledamot. Han var 1911–1960 utgivare av Contemporary Review. 
Bland Goochs skrifter, som mest berör de politiska idéernas och den nyare tidens historia, märks English Democratic Ideas in the Seventeenth Century (1898), History of Our Own Time, 1885–1911 (1911), History and Historians in the Nineteenth Century (1913), Political Thought in England from Bacon to Halifax (1914), Life of Lord Courtney (1920), Nationalism (1921) och History of Modern Europe 1878–1919 (1923).